# Doryopteris davidsei
Doryopteris davidsei är en kantbräkenväxtart som beskrevs av Alan Reid Smith. Doryopteris davidsei ingår i släktet Doryopteris och familjen Pteridaceae. Inga underarter finns listade.